# Гесс, Герман Иванович
Герман Иванович Гесс (фр. Germain Heinrich Hess, 26 июля [7 августа] 1802, Женева, Женева — 30 ноября [12 декабря] 1850, Санкт-Петербург) — русский учёный-химик и минералог, академик Санкт-Петербургской Академии наук (1830).

## Биография
Родился 26 июля (7 августа) 1802 года в Женеве. Был сыном художника, поэтому всю жизнь, помимо химии, занимался живописью.
В Россию приехал с родителями в 1805 году; в 15 лет Герман Гесс уехал в Дерпт. Там он сначала учился в частной школе, потом в гимназии, которую окончил в 1822 году.
После гимназии учился на медицинском факультете Дерптского университета, где изучал химию у профессора Готфрида Озанна. По окончании университета в 1825 году он защитил диссертацию на степень доктора медицины «Изучение химического состава и лечебного действия минеральных вод России» (написана и издана на латыни в 1825 году) и получил при помощи Готтфрида Озанна полугодовую командировку в лабораторию Йёнса Берцелиуса в Стокгольме. Там Герман Гесс закончил начатый им в университетской лаборатории анализ химического состава минерала вулканического происхождения обсидиана.
После прибытия в Дерпт из Стокгольма он был откомандирован в Иркутск, где сочетал работу врача — специалиста по разным болезням, с участием в экспедиции, собиравшей минералы довольно далеко от места его основной работы — на склонах Уральских гор. Научные статьи, которые Гесс посылал в ведущие столичные журналы, привлекли внимание известных специалистов. Тщательно проанализировав добывавшуюся в Иркутской губернии поваренную соль, он показал, что её низкое качество вызвано присутствием посторонних солей кальция, магния и алюминия. А за присланное в Академию наук исследование местных минеральных вод Гесс в 1828 году получил звание адъюнкта академии. Вскоре, в августе 1830 года, он был избран в «экстраординарные» адъюнкты Академии (до 1912 года это было «промежуточное» звание между адъюнктом и действительным членом) и переехал в Петербург. В том же году он получил кафедру химии в Петербургском технологическом институте, разработав курс практической и теоретической химии и оборудовав химическую лабораторию; в 1831—1833 годах был в институте инспектором классов. 
В мае 1834 года был избран ординарным академиком.
В январе 1832 года был назначен ординарным профессором химии и технологии в Главный педагогический институт и в ноябре того же года занял кафедру химии в Горном институте, где ввёл систематические занятия по аналитической химии, на которую в институте почти не обращали внимания, и вскоре добился того, что химия сделалась здесь одним из главных предметов преподавания.
С 1832 по 1836 годы обучал основам технологии и химии будущего императора Александра II.
Также, с 1838 года он преподавал в Артиллерийском училище, открыв в 1839 году новый офицерский класс для практических работ по аналитической химии.
Наряду с химическими исследованиями, занимался литературной деятельностью. В Петербурге он подружился с Владимиром Фёдоровичем Одоевским. Вместе они печатались в журнале «Современник». Гесс пытался популяризировать химию как науку в России.
Главным образом известен как один из основоположников термохимии. Задолго до М. Бертло и Ю. Томсена представил положение, в соответствии с которым мерой химического сродства могут являться величины тепловых эффектов реакции (1840). В том же году открыл закон постоянства сумм тепла (закон Гесса). В 1842 году установил правило термонейтральности, согласно которому при смешении солевых растворов не происходит выделения тепла. Установил, что при нейтрализации 1 моля эквивалента любой сильной кислоты сильным основанием всегда выделяется одинаковое количество тепла (13,5 ккал). Открыл и затем определил (в 1830—1834 годах) состав четырёх новых минералов — фольбортита, вертита, гидроборацита и уваровита. Предложил в 1833 году способ получения теллура из теллурида серебра — минерала, который был им впервые изучен.
Герман Гесс также много работал в области геохимии, изучал ряд природных минералов (один из которых, теллурид серебра, в его честь назван гесситом), состав бакинской нефти.
Занимался также вопросами методики преподавания химии. Его учебник «Основания чистой химии» (1831 год) был переиздан семь раз (последнее — в 1849 году). В этом учебнике учёный использовал разработанную им русскую химическую номенклатуру. Под названием «Краткий обзор химического именословия» она вышла отдельным изданием в 1835 году (в работе которой принимали также участие С. А. Нечаев из Медико-хирургической академии, М. Ф. Соловьев из Петербургского университета и П. Г. Соболевский из Горного института). Потом эта номенклатура была дополнена Дмитрием Ивановичем Менделеевым и в части тривиальных названий веществ и названий многих элементов сохранилась до наших дней.
В 1840-х годах по поручению российского правительства занимался вопросами спиртометрии. Ему принадлежит конструкция спиртомера, которая в течение многих лет использовалась в Российской империи; крепость напитков измерялась в градусах по Гессу, нулевой точкой отсчёта шкалы был полугар (38 % спирта по объёму).
В 1847 году принял русское подданство. По состоянию здоровья он был вынужден в 1848 году оставить профессуру в Главном педагогическом институте, а в следующем году он оставил артиллерийское училище и ездил на юг России для осмотра только что основывавшихся там сахарных заводов.
Умер 30 ноября (12 декабря) 1850 года в Санкт-Петербурге. Похоронен на Смоленском лютеранском кладбище в Санкт-Петербурге.

## Адреса в Санкт-Петербурге
- 1830 — 30.11.1850 года — Николаевская набережная, 1.